# Tuffi ai campionati mondiali di nuoto 2022 - Squadra mista
La gara dei tuffi a squadra mista dei campionati mondiali di nuoto 2022 è stata disputata il 29 giugno 2022 presso la Duna Aréna di Budapest. La gara si è svolta a partire dalle ore 14:30 e vi hanno preso parte 13 coppie di atleti provenienti da altrettante nazioni, ognuna delle quali ha eseguito una serie di sei tuffi.
La gara è stata vinta dalla squadra cinese, formata da Quan Hongchan e Bai Yuming, mentre l'argento e il bronzo sono andati rispettivamente a quella francese, formata da Jade Gillet e Alexis Jandard, e a quella britannica, formata da Andrea Spendolini-Sirieix e James Heatly.

## Risultati
| Pos.    | Nazione       | Atleti                                 | Punti  |
| ------- | ------------- | -------------------------------------- | ------ |
| Oro     | Cina          | Quan Hongchan Bai Yuming               | 391,40 |
| Argento | Francia       | Jade Gillet Alexis Jandard             | 358,50 |
| Bronzo  | Gran Bretagna | Andrea Spendolini-Sirieix James Heatly | 357,60 |
| 4       | Germania      | Elena Wassen Timo Barthel              | 354,35 |
| 5       | Malaysia      | Ooi Tze Liang Pandelela Rinong         | 350,25 |
| 6       | Brasile       | Rafael Fogaça Ingrid de Oliveira       | 348,55 |
| 7       | Corea del Sud | Cho Eun-bi Yi Jaeg-yeong               | 332,85 |
| 8       | Stati Uniti   | Daryn Wright Maxwell Flory             | 319,60 |
| 9       | Australia     | Sam Fricker Charli Petrov              | 318,45 |
| 10      | Messico       | Viviana Del Ángel Kevin Muñoz          | 289,35 |
| 11      | Colombia      | Leonardo García Viviana Uribe          | 270,85 |
| 12      | Cuba          | Anisley García Luis Cañabate           | 237,55 |
| 13      | Nuova Zelanda | Liam Stone Mikali Dawson               | 227,90 |